# Alfonso Toral Moreno
Alfonso Toral Moreno (Guadalajara, 24 de diciembre de 1914-Guadalajara, 3 de enero de 2003) fue un cuentista y ensayista mexicano.

## Biografía
Alfonso Toral Moreno nació en Guadalajara, Jalisco, el 24 de diciembre de 1914.
En los decenios de 1950 y 1960 colaboró con cuentos y ensayos en la revista literaria Et Caetera, editada por Adalberto Navarro Sánchez.
De 1980 al 1 de  marzo de 1983 fue consejero editorial de la revista bimestral de literatura Summa, dirigida por Arturo Rivas Sainz.
Según el crítico literario y ensayista Emmanuel Carballo, los textos narrativos de Toral eran "bien intencionados e insípidos".
Aficionado al café, la infusión y el establecimiento donde se vende, en los decenios de 1940 y 1950 fue asiduo concurrente al Café Apolo, sito en la esquina de Avenida Juárez y Calle Galeana, en el centro de Guadalajara, donde corregía pruebas de galeras de la imprenta de la Universidad de Guadalajara. En ese lugar conversaba con Adalberto Navarro  Sánchez y su esposa María Luisa Hidalgo, Olivia Zúñiga, Alfredo Leal Cortés, Arturo Rivas Sainz, Salvador Echavarría, Ramón Rubín, Lola Vidrio y otros escritores, unos con trayectoria, otros en cierne. Años después, luego de que el Apolo fue cerrado permanentemente, asistió a los también céntricos cafés Treve y Madoka.
En 1982 enviudó de Ana Rosa Ávila Zerecero (6 de junio de 1929-7 de octubre de 1982).
Alfonso Toral fue primo hermano del magnicida José de León Toral, quien el 17 de julio de 1928 ultimó a balazos al general Álvaro Obregón Salido, presidente reelecto de México.

### Homenaje a Agustín Yáñez
Con motivo del centenario del nacimiento del escritor tapatío Agustín Yáñez (1904-1980), el autor y promotor cultural Martín Almádez organizó un homenaje diacrónico recogido el 29 de  marzo de 2004 en una página de la sección Artes del diario guadalajarense El Informador. Toral declaró que su envidia a Agustín Yáñez por causa de una novela de este, La creación, no provenía de sentirse novelista, ya que no lo era. «Con mi apodíctica frase rencorosa que dio remate al zurcido que hice sobre la novela, no pensé en competencia alguna; confesé mi desbarranque en los peñascos de mi propia incompetencia».

### Deceso
Alfonso Toral Moreno falleció en Guadalajara, Jalisco, el 3 de enero de 2003, a los 88 años de edad.

## Algunas de sus obras
- Uxor y otros uxores (cuentos), Unidad Editorial (Uned) del Gobierno del Estado de Jalisco, Guadalajara, 1983, 110 pp.[10]
- "Cafeína, nicotina y dialectina", ensayo incluido en: Travesías de un café, Ediciones Treve, Guadalajara, 1990.[11]
- La novela y el cuento como problema metafísico (ensayo), 1960.[12]
- El toralazo, extensa novela con rasgos autobiográficos publicada por entregas en el periódico diario tapatío El Occidental, durante los domingos de junio de 1990 a agosto de 1991.